# 12695 Utrecht
12695 Utrecht eller 1989 GR3 är en asteroid i huvudbältet som upptäcktes den 1 april 1989 av den belgiske astronomen Eric W. Elst vid La Silla-observatoriet. Den är uppkallad efter den nederländska staden Utrecht.
Asteroiden har en diameter på ungefär 4 kilometer.